# Cano (Sousel)
Cano é uma povoação portuguesa sede da Freguesia de Cano do Município de Sousel, freguesia com 49,41 km² de área e 1057 habitantes (censo de 2021), tendo, por isso, uma densidade populacional de 21,4 hab./km².

## História
Foi vila e sede de concelho entre 1512 e 26 de dezembro de 1836. Este era constituído pela freguesia da sede e pela freguesia de Casa Branca, tinha, em 1801, 785 habitantes.

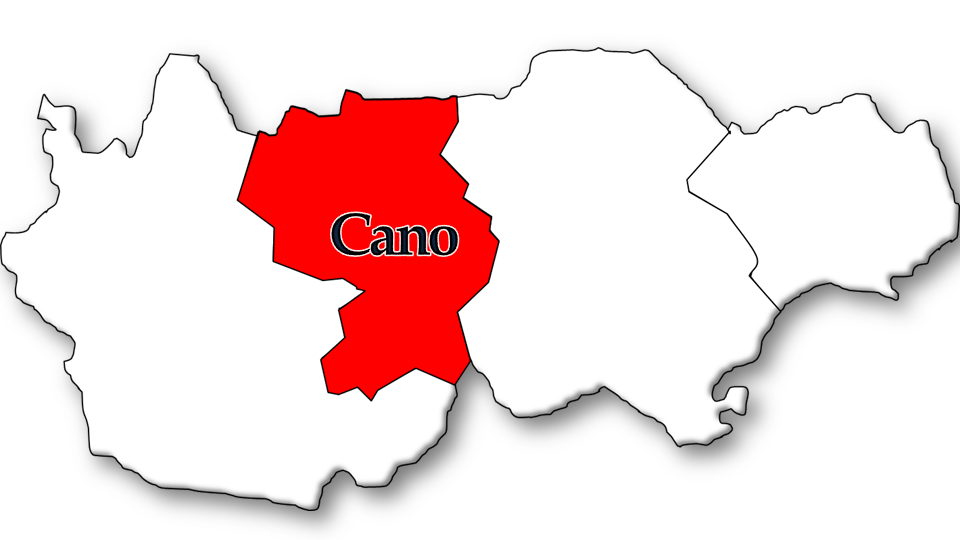
Localização no Município de Sousel

## Demografia
A população registada nos censos foi:
| Distribuição da População por Grupos Etários | Distribuição da População por Grupos Etários | Distribuição da População por Grupos Etários | Distribuição da População por Grupos Etários | Distribuição da População por Grupos Etários |
| -------------------------------------------- | -------------------------------------------- | -------------------------------------------- | -------------------------------------------- | -------------------------------------------- |
| Ano                                          | 0-14 Anos                                    | 15-24 Anos                                   | 25-64 Anos                                   | > 65 Anos                                    |
| 2001                                         | 183                                          | 163                                          | 717                                          | 474                                          |
| 2011                                         | 132                                          | 104                                          | 587                                          | 443                                          |
| 2021                                         | 106                                          | 88                                           | 497                                          | 366                                          |

## Património
- Igreja Matriz de Cano ou Igreja de Nossa Senhora da Graça
- Povoado de São Bartolomeu
- Torre de Camões (mais conhecida por Torre do Álamo)
- Pelourinho de Cano
- Casa Nobre
- Capela de Santo António
- Capela de São Sebastião
- Moinho de vento na serra de São Bartolomeu
- Templo do azeite (Antigo lagar de azeite)

## Feiras
- Feira de Agosto: penúltimo fim-de-semana do mês de Agosto, Largo da Feira
- Feira Nova: dias 24 e 25 de Outubro, Largo da Feira
- Mercados: último Domingo de cada mês

## Festas
- Dia da Freguesia: último fim-de-semana de Junho
- Festa em Honra de Nossa Senhora da Graça: festa religiosa, último fim-de-semana de Julho
- Canumfest - festival da juventude realizado pela associação de jovens Tempos Há Cano, em Setembro

## Turismo
A mais antiga e uma das maiores reservas de caça do país, com sede em Sousel, Alto Alentejo. A empresa que explora comercialmente a coutada, é a Enasel, cujo capital social é detido conjuntamente pela Câmara Municipal de Sousel e pela Enatur-Pousadas de Portugal.
Fonte das 5 bicas, Largo dos Condes, Jardim em frente à igreja matriz, Torre do alamo, 

## Economia
| Sector primário | Sector secundário | Sector terciário |
| 43%             | 23%               | 34%              |

## Cafés e restaurantes
- Templo do Azeite (Loja, museu, cerveraria, garrafeira...) Av.Dom basilio do nascimeto martins;
- Restaurante o Vinagre (Café e restaurante) Rua da ferroa;
- Café "O Helder" (Café) Av.Dom basilio do nascimeto martins;
- Churrascaria "O Rossio" (Café e restaurante) Largo do rossio;
- TuCano (Pastelaria) Rua Capitão Pais Falcato;
- Café "A Planicie" (Café e restaurante)Av.Dom basilio do nascimeto martins;
- Cafetaria "o Jardim" (Jogos santa casa e cafe) Em frente á igreja matriz;
- Café "Manelzinho" (cafetaria);

## Associações
- Rancho Folclórico da Vila de Cano;
- Associação cultural e desportiva de Cano;
- Associação T.H.C. - Tempos Há Cano;
- Cano Sport Clube;
- Sport Clube Canense;
- Associação dos Caçadores;
- Grupo motard Cavaleiros do alamo;
- Santa casa da misericórdia;
- Conferencia São Vicente de Paulo;

## Heráldica

### Brasão
Armas - Escudo de ouro, cano de vermelho posto em faixa e jorrando gotas de água de azul e prata, nas extremidades; em chefe, flor-de-lis de azul e, em ponta, uma gavela de trigo, sobreiro e oliveira, tudo de verde, esta última frutada de negro. Coroa mural de prata de quatro torres. Listel branco, com a legenda a negro: “ CANO - SOUSEL “.

### Bandeira
Esquartelada de verde e amarelo, cordões e bolas de ouro e verde. Haste e lança de ouro.

### Selo
Nos termos da lei, com a legenda: "Junta de Freguesia de Cano - Sousel".

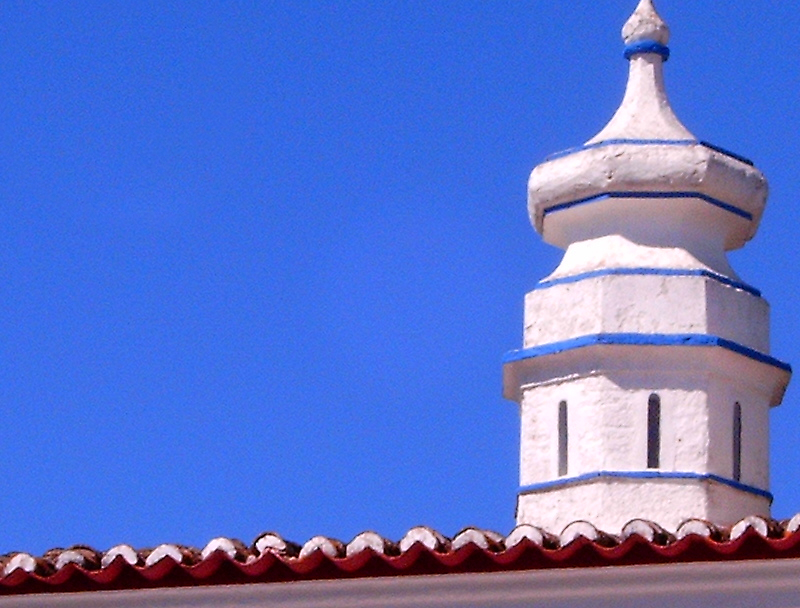
Miradouro na Vila de Cano.

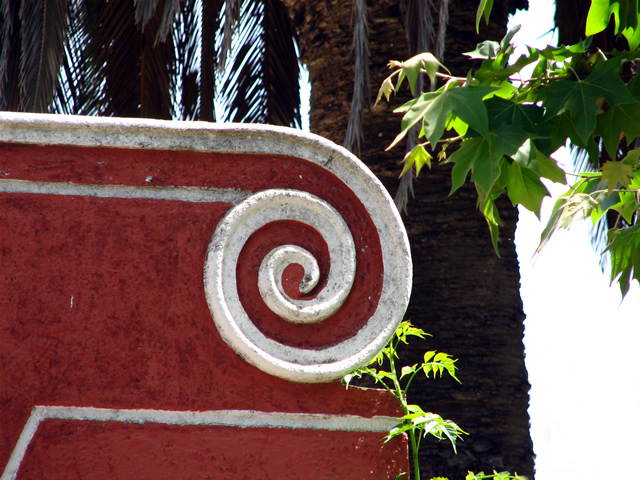
Detalhe em Vila de Cano.